# Вверх ногами
«Вверх ногами» (англ. Head Over Heels) — американська кінокомедія Віктора Шерцінгера 1922 року з Мейбл Норманд в головній ролі.

## Сюжет
Три чоловіка приходять в життя молодої дівчини по самих різних причинах.

## У ролях
- Мейбл Норманд — Тіна
- Г'ю Томпсон — Лавсон
- Расс Пауелл — Папа Бамбінетті
- Реймонд Гаттон — Пеппер
- Адольф Менжу — Стерлінг
- Ліліан Тешман — Едіт Пенфілд
- Лайонел Бельмор — Аль Вілкінс
- Лаура Ла Варна — місіс Рене